# Femtunga
Femtunga (Scaevola aemula, Robert Brown) är en tvåhjärtbladig växtart i släktet Scaevola och familjen Goodeniaceae,   Inga underarter finns listade i Catalogue of Life.

## Bildgalleri

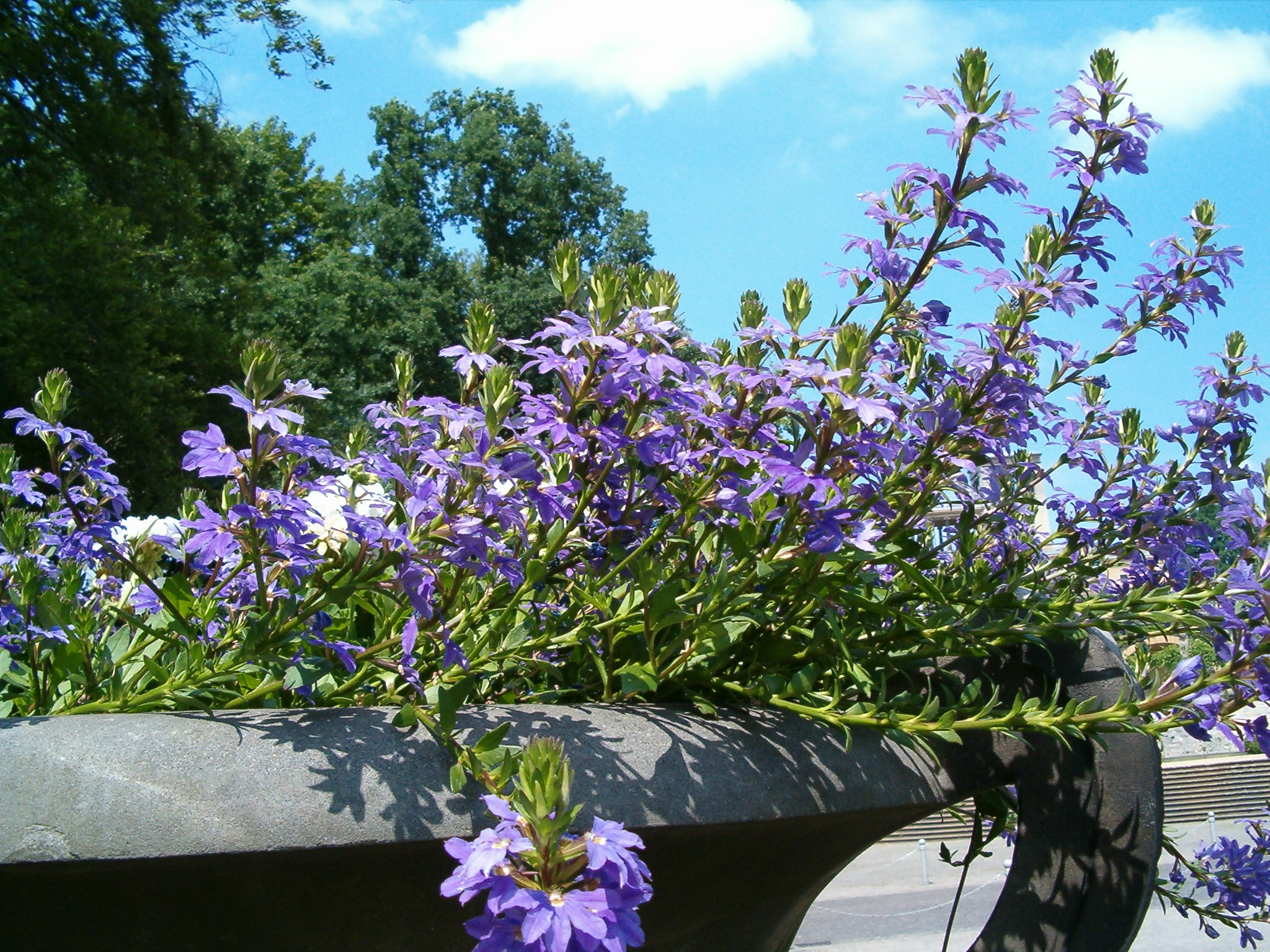
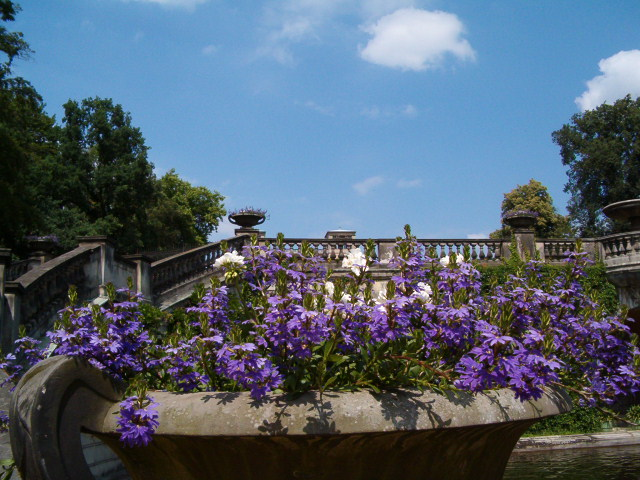